# THE DEAD P☆P STARS
THE DEAD P☆P STARS（ザ・デッド・ポップ・スターズ）は、日本のヴィジュアル系ロックバンド。

## 略歴
かまいたち解散後、C.D.N.KENchan（現KENZI）を中心にAKI（愛生）、HIROMI、SEIGOを迎え1992年に結成。活動当初よりライヴ活動を展開。ステージではマイクを潰したり、ライブハウスの物を破壊したり等のパフォーマンスを行った。
1995年に活動休止するも翌年活動を再開、そして1997年にバップからメジャーデビューを果たす。
その後、アナーキストレコードから2枚のシングルをリリースした後、初代ベーシストのSeigoが脱退、さらに同年、アルバム『HEART BREAK BANDITS』リリース後に初代ギタリストのHIROMI脱退するもサポートメンバーを加えてライブ活動を続ける。
一度脱退したSeigoが2002年に正式に復帰を果たし、マキシシングル『chaos-jp』をリリースすると、続いて2003年には、それまでサポートギタリストであった秀斗とTAIJIが正式加入し、5人編成のバンドになる。
2005年6月、それまでの活動の集大成となるベストアルバム『HYBRID☆BEST-DEAD side≠POP side-』を発売。そして同年7月、Seigoが再び脱退すると同時に音楽活動を引退。同年8月、サポートベーシストにLa'cryma ChristiのSHUSEを迎え製作されたアルバム『STAR★RIDE』を発売。
2007年9月、何人かのサポートベースを経て、元・妃阿甦のRUIJIが正式加入。
2010年5月、ギターのTAIJIが脱退。
2010年9月6日、結成18周年ライブにて、ギターのKENTAROUの加入が発表された。 

## メンバー
- Vocal:AKI (愛生/アキ）
  - ex.THE HONEY BEEZ (ザ・ハニー・ビーツ)。黄色と黒がトレードマークで1990年代初頭にホコ天などでも活躍していた。
  - d.p.sの他にDENIMSというユニットやソロ活動もしている。
- Guitar:秀斗（ひでと）
- Guitar:KENTAROU（ケンタロウ）
- Bass:RUIJI（ルイジ）
  - サポートメンバー、妃阿甦のベースとして活躍、2007年9月6日の渋谷ラママに於ける結成15周年GIGより正式に加入
- Drums:KENZI（ケンジ）
  - 元かまいたち, d.p.sの他に∀NTI FEMINISMというセッションバンドでボーカルをしている。
  - インディーズレーベル「アナーキストレコード」の代表でもあり多くのインディーズ ヴィジュアル系バンドをプロデュースした。

旧メンバー
- Guitar:HIROMI（ヒロミ）
  - 初代ギタリスト。2000年に脱退。在籍時は多くの曲を手がけたメインソングライターでもあった。ex.ROSENFELD ex.ZEED

- Guitar:TAIJI（タイジ）
  - サポートメンバーとして参加し、2003年正式加入、2010年脱退。80年代～90年代初頭にはDancerの技巧派ギタリストとして注目を浴びた。元XのTAIJIこと沢田泰司が所属するバンド音風や再結成したD.T.Rでも活動していた。Seigoの引退後、サポートベーシストが都合により参加できないライブでは、ベースを演奏することもあった。d.p.s以外では本名の藤本泰司を名乗っていることが多い。
- Bass:SEIGO（Seigo/清伍/セイゴ）
  - 女的(GIRL TIQUE、ガールティック)→初代ベーシスト。2000年に脱退するも2001年にサポートメンバーとして参加、2002年に再び正式メンバーになるが、2005年に脱退し、同時に音楽活動を引退。

## ディスコグラフィ

### シングル
1. THE ALL NEW GENERATION （1996年5月26日配布　ANARCHIST RECORDS　ANRN-001） 1996.5.26(SUN) 渋谷ON AIR EAST無料配布
2. EVER FREE 〜虹の彼方へ〜/DAYDREAMDAY 〜三次元の白昼夢〜 （1997年10月1日　VAP　VPDC-20733）
3. JUSTICE/REJECT(Destruction Mix） （1999年　ANARCHIST RECORDS　ANRS-002）
4. ...self/THE ALL NEW GENERATION （1999年　ANARCHIST RECORDS　ANRS-003）
5. ...for you- SPECIAL EDITION 2000-
6. TAKE OFF　-風に吹かれて- （2000年7月18日配布　ANARCHIST RECORDS　ANRN-002） 2000年7月18日新宿LOFT無料配布
7. STAR★LOVER （2002年4月27日配布　ANARCHIST RECORDS　ANRN-005） 2002.4.27(SAT) 東京・高田馬場AREA無料配布
8. [chaos-jp] （2002年12月1日　ANARCHIST RECORDS　ANR-017）
9. 亜無亜危寿斗行進曲（アナーキストマーチ）（2005年　ANBN-009）
10. JUDGEMENT×SUSPICION （2006年9月6日　FIREWALL　SFCD-0044）
11. いとしきひとへ （2006年9月6日　FIREWALL　SFCD-0045）
12. ビバ・ラ・レボリューション （2012年6月9日　ANARCHIST RECORDS　ANRN-006）
13. BADMEN （2016年4月17日　ANARCHIST RECORDS　XQMT-0001）
14. 夢は夢のままで （2017年9月6日　ANARCHIST RECORDS）
15. A LOT OF LOVE FOR S.E.X （2017年11月4日　ANARCHIST RECORDS）
16. ACCUSATION （2018年9月6日　ANARCHIST RECORDS　ANRN-009）
17. Stream （2020年1月29日　ANARCHIST RECORDS　ANR-034）
18. あたりまえのことなんて （2020年9月6日　ANARCHIST RECORDS）
19. Renewal Life （2021年12月29日　ANARCHIST RECORDS　ANR-037）
20. MAD FAMILIA （2022年9月6日　ANARCHIST RECORDS）

### アルバム
1. THE DEAD POP 4 DRUGS （1992年11月21日　日本クラウン　CRCR-6046）
2. SELF VIOLENCE （1994年7月24日　ANARCHIST RECORDS　ANR-002）
3. PROTEST 2 SPEED STORY  （1995年5月21日　ANARCHIST RECORDS　ANR-005）
4. D・P・S （1997年6月1日　VAP　VPCC-81214）
5. HEART BREAK BANDITS （2000年7月26日　ANARCHIST RECORDS　ANR-012）
6. HYBRID☆BEST-DEAD side≠POP side- (Best Album) （2005年6月29日　FIREWALL　SFCD-0036/7） CD2枚組
7. STAR☆RIDE （2005年8月31日　FIREWALL　SFCD-0038）
8. ...for you Ballad Selection (Best Album) （2007年8月1日　ANARCHIST RECORDS　ANR-023）
9. QUICK & DEAD（2018年12月5日　ANARCHIST RECORDS　ANR-033）

### オムニバスアルバム
- 最凶宣言～Anarchist Records～ （1993年10月23日　ANARCHIST RECORDS　ANR-001）
- Free-Will ANNIVERSARY 1993（1993年）
- TURN OVER "PEACOCK" VERSION（1995年）
- Anarchist RecordsⅡ～すべてのFamilyに捧ぐ～ （1996年8月21日　TCCN-30016）
- THE BEST OF réveil（1996年）
- Anarchist RecordsⅢ～翔き～（1999.8.25　ANARCHIST RECORDS　ANR-009
- Japanese Heavy Metal Tribute 魂 (2000年7月21日　Vap）
- 曲頂戴！（2000年）
- Anarchist RecordsⅣ～絆～（2002.5.12　ANARCHIST RECORDS　ANR-016）
- Cure Japanesque Rock Collectionz（2004.7.28　エイジア出版　ACCD-001）
- Jack'a'napes（2010年）
- 最強師弟悪行三昧（2011年）

### リミックスアルバム
- tic （1999年6月30日　ANARCHIST RECORDS　ANR-008） テクノRemix

d.p.sとC.K.crewのDJ Christian Ken・Christian Ryoの共同プロデュースにより d.p.sの曲をテクノSOUNDに!!!

### デモテープ
1. ････four sings（1998年9月6日　ANARCHIST RECORDS　D-001）
2. ････twoo sings（2001年　ANARCHIST RECORDS　D-002）

### VHS
1. SPREAD INFECTION FILM 発狂 （1995年　ANARCHIST RECORDS　ANV-001）
2. 亜無亜危寿斗集会 （1996年10月5日　TCVN-48001）
3. OUT...D－DAY～狂うために愛する～ 1997.3.14(FRI)  SHIBUYA ON AIR EAST （1997年　ANARCHIST RECORDS　ANV-003）
4. WITH 92720-00212 （2000年6月28日　ANARCHIST RECORDS　ANV-004）

### DVD
1. GOD SAVE THE REVOLUTION （2012年6月27日　YZOC-8007） 3曲入りDVD
2. The 20th Anniversary Memorial Day （2015年10月21日）
3. The 30th Anniversary「攻撃」 （2023年12月27日）

## 愛生 ソロ作品
- A・K・I （2007年11月28日　ANARCHIST RECORDS　ANR-025） 6曲入り